# Emesene (software)
emesene è stato un client open source per la messaggistica istantanea che utilizza il protocollo MSN. Nasce come "clone" di MSN Messenger, ma l'obiettivo del client è di divenirne una valida alternativa open source, completa e compatibile con le principali funzioni del protocollo MSN, integrando queste caratteristiche con una interfaccia grafica intuitiva ed accattivante.
Il progetto è multipiattaforma, disponibile sia in ambiente GNU/Linux che su altre piattaforme come Windows ed è scritto utilizzando il linguaggio Python e il toolkit grafico GTK+.
Il progetto è sviluppato da Luis Mariano Guerra e dalla comunità, è distribuito sotto licenza GNU GPL ed è tradotto in 12 lingue. Il 25 marzo 2008 è stata distribuita la prima versione stabile.
Nel 2013 Microsoft ha deciso di chiudere definitivamente Microsoft Messenger per cui emesene non può più essere usato come client MSN. Tuttavia emesene può essere usato con altre reti usanti il protocollo XMPP.
Alla luce della chiusura di MSN, uno degli sviluppatori del progetto ha incoraggiato gli sviluppatori di portare emesene ad altre reti come WhatsApp o Facebook Messenger.

## Compatibilità e funzioni
L'attuale versione di emesene è compatibile con il protocollo MSNP18 di Windows Live Messenger.
Attualmente le funzioni e i servizi compatibili sono:
- Messaggi offline
- Messaggi personali
- Trilli
- Recupero della lista dei contatti dal server
- Recupero del nickname e del messaggio personale dal server
- Blocco / sblocco contatti
- Finestre di chat a schede
- Trasferimento di file
- Visualizzazione della musica in ascolto (Now Playing)

Altre caratteristiche specifiche di emesene sono:
- Supporto Plugin
- Riduzione nell'area di notifica (Barra delle applicazioni)
- Finestra e icona temi
- Supporto emoticon
- Supporto multilingue
- Integrazione con Ubuntu Messaging Menu and Me Menu Support
- Supporto per i sistemi di messaggistica esterni Jabber, Facebook e Google Talk
- Supporto Growl (solo macOS)

## Emesene 2
Emesene 2 è stata l'ultima major release di emesene. Alcune modifiche principali di questa nuova versione sono:
- Nuovo sistema di plugin
- Sessione multiprotocollo (.NET, XMPP/Jabber, Gtalk e Facebook)
- GUI separata dalla gestione del protocollo
- Protocolli eseguiti separatamente
- Il codice è strutturato, documentato e convalidato utilizzando pylint e seguendo le linee guida PEP-8
- Nuovi temi per finestre e pannelli